# Stanisław Zelent
Stanisław Zelent (ur. 14 listopada lub 19 września 1905 w Brześciu Litewskim, zm. 21 maja 1965 w Warszawie) – polski działacz polityczny i społeczny, inżynier-specjalista z zakresu budowy dróg i mostów, uczestnik konspiracji niepodległościowej podczas II wojny światowej, więzień obozu koncentracyjnego na Majdanku. Zastępca przewodniczącego Prezydium Rady Narodowej Miasta Warszawy.

## Życiorys
Pochodził z ubogiej rodziny robotniczej. Był synem Bolesława Zelenta. Po ukończeniu gimnazjum rozpoczął studia na Wydziale Inżynierii Lądowej Politechniki Warszawskiej. Po zakończeniu studiów został starszym asystentem na tej uczelni. Od 1937 do 1939 prowadził badania w biurze studiów i projektów Polskich Kolei Państwowych.
Walczył w kampanii wrześniowej w 1939. Potem zaangażował się w konspiracyjną działalność niepodległościową. Aresztowany przez Niemców 25 marca 1942, więziony na Pawiaku, trafił następnie do obozu koncentracyjnego na Majdanku. Tam działał w obozowym ruchu oporu.
Po wyzwoleniu zaangażował się w prace nad odbudową zniszczonej Warszawy. Był kierownikiem remontu drukarni Czytelnika i budowy Domu Słowa Polskiego. Organizował także budowę metra w stolicy. W maju 1956 został zastępcą przewodniczącego Prezydium Rady Narodowej Miasta Warszawy. Kierował pracami związanymi z budownictwem, inżynierią miejską, komunikacją i gospodarką wodną.
Odznaczony Krzyżem Komandorskim i Oficerskim (1951) Orderu Odrodzenia Polski, Orderem Sztandaru Pracy II klasy, Złotą Odznaką Honorową „Za zasługi dla Warszawy”.
Pochowany na Cmentarzu Wojskowym na Powązkach w Warszawie (kwatera C2-9-12).